# Fotbal Club Milsami Orhei
Il Fotbal Club Milsami Orhei è una società calcistica moldava con sede nella città di Orhei, fondata nel 2005. Dalla stagione 2009-2010 milita nella Super Liga.
Vincitrice del campionato nelle stagioni 2014-2015 e 2024-2025, nel palmarès annovera anche 2 Coppe di Moldavia e 2 Supercoppe nazionali.

## Storia
Il club fu fondato nel 2005 nel comune di Step-Soci e fu iscritto al campionato di Divizia B, terzo livello moldavo. Nella stagione 2006-2007 terminò al terzo posto e fu promosso in Divizia A, la seconda serie moldava, per l'ampliamento del numero di squadre partecipanti alla categoria. Nel 2008 si trasferì nel capoluogo Orhei e si aggiudicò la promozione nel massimo campionato moldavo, la Divizia Națională.
Nel 2009-2010, all'esordio in Divizia Națională, chiuse all'ottavo posto, mentre nel 2010-2011, dopo aver cambiato nome in FC Milsami Orhei, ottenne il proprio miglior piazzamento, il terzo posto, acquisendo così il diritto a disputare i preliminari di Europa League 2011-2012. Partita dal primo turno preliminare, la squadra fu subito sconfitta dalla Dinamo Tblisi per 2-0 e 3-1. Nel 2011-2012 vinse comunque il suo primo trofeo, la Coppa di Moldovia.
Nel 2014-2015 si aggiudicò la prima volta nella sua storia il campionato moldavo, classificandosi al primo posto della massima serie dopo aver vinto lo scontro diretto all'ultima giornata con la squadra della capitale, la Dacia Chișinău. Le stagioni seguenti al successo furono concluse con risultati soddisfacenti: dopo il sesto posto del 2015-2016 e il terzo posto del 2016-2017, arrivarono due secondi posti consecutivi nelle stagioni 2017 e 2018, che consentirono al club di prendere parte alle qualificazioni per la fase a gironi di UEFA Europa League, percorsi, tuttavia, subito interrottisi.

## Nomi ufficiali del club
Il club ha assunto i seguenti nomi:
- FC Viitorul Step-Soci (2005-2007)
- FC Viitorul Orhei (2007-2010)
- FC Milsami Orhei (dal 2010)

## Organico

### Rosa 2025-2026
Aggiornata al 23 luglio 2025.
| N. |                     | Ruolo | Calciatore              |
| -- | ------------------- | ----- | ----------------------- |
| 1  | Moldavia (bandiera) | P     | Emil Tîmbur             |
| 4  | Belgio (bandiera)   | D     | Danny Lupano            |
| 5  | Nigeria (bandiera)  | D     | Christopher Nwaeze      |
| 6  | Moldavia (bandiera) | D     | Ion Ghimp               |
| 7  | Moldavia (bandiera) | C     | Daniel Lisu             |
| 8  | Belgio (bandiera)   | C     | Olivier Rommens         |
| 10 | Moldavia (bandiera) | C     | Radu Gînsari (capitano) |
| 11 | Moldavia (bandiera) | A     | Sorin Chele             |
| 12 | Moldavia (bandiera) | P     | Denis Vornic            |
| 15 | Nigeria (bandiera)  | A     | Ime Ndon                |
| 16 | Moldavia (bandiera) | A     | Alexandru Antoniuc      |
| 17 | Moldavia (bandiera) | D     | Igor Arhirii            |

| N. |                                 | Ruolo | Calciatore                |
| -- | ------------------------------- | ----- | ------------------------- |
| 18 | Burkina Faso (bandiera)         | C     | Abdoul Yoda               |
| 22 | Moldavia (bandiera)             | C     | Vasile Jardan             |
| 24 | Paesi Bassi (bandiera)          | D     | Dehninio Muringen         |
| 25 | Francia (bandiera)              | D     | Nabil Khali               |
| 27 | Mali (bandiera)                 | C     | Sibiry Keita              |
| 28 | Norvegia (bandiera)             | A     | Kabamba Kalabatama        |
| 29 | Paesi Bassi (bandiera)          | D     | Hennos Asmelash           |
| 30 | Ghana (bandiera)                | D     | Frederick Takyi           |
| 31 | Bosnia ed Erzegovina (bandiera) | P     | Filip Dujmović            |
| 32 | Camerun (bandiera)              | C     | Vitus Amougui             |
| 38 | Nigeria (bandiera)              | C     | Oladotun Olatunde-Matthew |
|    | Moldavia (bandiera)             | A     | Andrei Cobeț              |

### Rosa 2017
| N. |                     | Ruolo | Calciatore           |
| -- | ------------------- | ----- | -------------------- |
| 1  | Moldavia (bandiera) | P     | Radu Mîțu            |
| 21 | Moldavia (bandiera) | P     | Cristian Apostolachi |
| 50 | Moldavia (bandiera) | P     | Anatol Chirinciuc    |
| 2  | Moldavia (bandiera) | D     | Artur Crăciun        |
| 4  | Moldavia (bandiera) | D     | Vasile Jardan        |
| 6  | Moldavia (bandiera) | D     | Constantin Bogdan    |
| 20 | Moldavia (bandiera) | D     | Alexandru Belevschi  |
| 22 | Moldavia (bandiera) | D     | Dinu Graur           |
| 23 | Moldavia (bandiera) | D     | Vadim Bolohan        |
| 24 | Moldavia (bandiera) | D     | Eugeniu Celeadnic    |
| 7  | Moldavia (bandiera) | C     | Alexandru Dedov      |
| 9  | Moldavia (bandiera) | C     | Maxim Antoniuc       |

| N. |                     | Ruolo | Calciatore         |
| -- | ------------------- | ----- | ------------------ |
| 10 | Moldavia (bandiera) | C     | Gheorghe Andronic  |
| 11 | Moldavia (bandiera) | C     | Dan Ciobanu        |
| 14 | Moldavia (bandiera) | C     | Andrei Rusnac      |
| 15 | Moldavia (bandiera) | C     | Vladimir Rassulov  |
| 17 | Moldavia (bandiera) | C     | Andrei Cojocari    |
| 18 | Moldavia (bandiera) | C     | Alexandru Dulghier |
| 19 | Romania (bandiera)  | C     | Romeo Surdu        |
| 8  | Moldavia (bandiera) | A     | Eugen Sidorenco    |
| 16 | Moldavia (bandiera) | A     | Alexandru Antoniuc |
| 25 | Moldavia (bandiera) | A     | Oleg Andronic      |
| 27 | Nigeria (bandiera)  | A     | Yero Bello         |
| 28 | Moldavia (bandiera) | A     | Sergiu Plătică     |

## Statistiche

### Statistiche nelle competizioni UEFA
Tabella aggiornata alla fine della stagione 2025-2026.
| Competizione                  | Partecipazioni | G  | V | N | P  | RF | RS |
| ----------------------------- | -------------- | -- | - | - | -- | -- | -- |
| UEFA Champions League         | 2              | 6  | 2 | 2 | 2  | 3  | 6  |
| Coppa UEFA/UEFA Europa League | 6              | 16 | 2 | 4 | 10 | 13 | 34 |
| UEFA Conference League        | 5              | 18 | 5 | 7 | 6  | 18 | 28 |

### Elenco partite nelle competizioni UEFA
| Stagione  | Competizione          | Turno | Club                | Casa | Trasferta | Somma         |
| --------- | --------------------- | ----- | ------------------- | ---- | --------- | ------------- |
| 2011–12   | UEFA Europa League    | 1Q    | Dinamo Tbilisi      | 1–3  | 0–2       | 1–5           |
| 2012–13   | UEFA Europa League    | 2Q    | FC Aktobe           | 4–2  | 0–3       | 4–5           |
| 2013–14   | UEFA Europa League    | 1Q    | F91 Dudelange       | 1–0  | 0–0       | 1–0           |
| 2013–14   | UEFA Europa League    | 2Q    | Shakhtyor Soligorsk | 1–1  | 1–1       | 2–2 (4–2 dcr) |
| 2013–14   | UEFA Europa League    | 3Q    | Saint-Étienne       | 0–3  | 0–3       | 0–6           |
| 2015–16   | UEFA Champions League | 2Q    | Ludogorets          | 2–1  | 1–0       | 3–1           |
| 2015–16   | UEFA Champions League | 3Q    | Skënderbeu          | 0-2  | 0-2       | 0-4           |
| 2017-2018 | UEFA Europa League    | 1Q    | Fola Esch           | 1-1  | 1-2       | 2-3           |
| 2018-2019 | UEFA Europa League    | 1Q    | Slovan Bratislava   | 2-4  | 0-5       | 2-9           |

## Stadio
Le partite interne vengono giocate nello stadio Complexul Sportiv Raional Orhei, impianto da 2 539 posti ricostruito nel 2007.
Per gli incontri di Europa League è utilizzato l'impianto dello Zimbru Chișinău, consentendo così al club di ottenere la licenza UEFA.

## Palmarès

### Competizioni nazionali
- Campionato moldavo: 2

2014-2015, 2024-2025
- Coppa di Moldavia: 2

2011-2012, 2017-2018
- Supercoppa di Moldavia: 2

2012, 2019
- Liga 1: 1

2008-2009

### Altri piazzamenti
- Campionato moldavo:

Secondo posto: 2017, 2018
Terzo posto: 2010-2011, 2016-2017, 2020-2021, 2021-2022
- Coppa di Moldavia:

Finalista: 2015-2016, 2024-2025
Semifinalista: 2012-2013, 2013-2014, 2014-2015, 2018-2019, 2021-2022
- Supercoppa di Moldavia:

Finalista: 2015